# Landujan
Landujan é uma comuna francesa na região administrativa da Bretanha, no departamento Ille-et-Vilaine. Estende-se por uma área de 14,22 km². Em 2010 a comuna tinha 940 habitantes (densidade: 66,1 hab./km²).